# Henry St John (général)
Henry St John (1738 - 3 avril 1818) est un officier supérieur et homme politique de l'armée britannique qui siège à la Chambre des communes de 1768 à 1784 et brièvement en 1802. 

## Biographie
Il est le fils cadet de John St John (2e vicomte St John) et de son épouse Anne Furnese. Son frère aîné est Frederick St John (2e vicomte Bolingbroke). Il fait ses études au Collège d'Eton. 
Il rejoint l'armée britannique en 1754 en tant qu'enseigne dans le Coldstream Guards. Il est promu en 1758 au grade de capitaine dans le 18e régiment de fantassins (The Royal Irish), puis est en poste en Irlande. En 1760, il est promu major dans le 91e régiment d'infanterie, nommé lieutenant-colonel en 1762 et passé en demi-solde en 1763. 
En 1767, il est nommé au 67e régiment de fantassins, alors en garnison à Minorque. Il reçoit le grade de colonel en 1776 et est nommé colonel du 36e Régiment de fantassins en 1778, poste qu'il occupe jusqu'à sa mort. Il est avancé au grade de major-général en 1779, à celui de lieutenant-général en 1787, et de général le 26 janvier 1797. 
Il est nommé valet de la chambre à coucher du duc d'York, puis du roi de 1771 à 1784. 
Il est élu député de Wootton Bassett en 1761, siégeant jusqu'en 1784 et de nouveau en 1802, quittant son siège la même année. 
Il est décédé en 1818. Il épouse Barbara, la fille de Thomas Bladen et la sœur de la comtesse douairière d'Essex. Ils n'ont pas d'enfants. 